# Kilima
Kilima Grasshoff, 1970 è un genere di ragni appartenente alla famiglia Araneidae.

## Distribuzione
Le tre specie oggi note di questo genere sono state rinvenute in Africa: la specie dall'areale più vasto è la K. decens reperita in Africa centrale, orientale e meridionale e nelle isole Seychelles.

## Tassonomia
Per la determinazione delle caratteristiche della specie tipo sono stati considerati gli esemplari di Larinia decens (Blackwall, 1866) nello studio di Grasshoff (1970a).
Dal 2010 non sono stati esaminati esemplari di questo genere.
A marzo 2014, si compone di 3 specie:
- Kilima conspersa Grasshoff, 1970 - Congo
- Kilima decens (Blackwall, 1866)[2] - Africa centrale, orientale e meridionale, isole Seychelles
- Kilima griseovariegata (Tullgren, 1910) - Africa centrale e orientale, Yemen

### Sinonimi
- Kilima mitis (Pavesi, 1897), trasferita dal genere Larinia Simon, 1874 e posta in sinonimia con K. decens (Blackwall, 1866) a seguito di un lavoro di Grasshoff, (1970a)[1].
- Kilima simillima (Lessert, 1915), trasferita dal genere Larinia Simon, 1874 e posta in sinonimia con K. griseovariegata (Tullgren, 1910) a seguito di un lavoro di Grasshoff, (1970a)[1].